# Волтер Крікмер
Волтер Реймонд Крікмер (англ. Walter Raymond Crickmer; 1899, Віган, Англія — 6 лютого 1958, Мюнхен, ФРН) — англійський футбольний клубний секретар і футбольний тренер.

## Біографія
У 1926 році Крікмер був призначений клубним секретарем «Манчестер Юнайтед». Він був головним тренером клубу з 1 квітня 1931 по 1 червня 1932 року і вдруге з 1 серпня 1944 по 1 лютого 1945 року.
Крикмер, спільно з власником «Манчестер Юнайтед» Джеймсом Гібсоном, став засновником молодіжної академії клубу. Він загинув у мюнхенській авіакатастрофі 1958 року, пробувши на посаді секретаря клубу 32 роки.

## Тренерська статистика
| Клуб                | Початок роботи   | Кінець роботи  | Показники | Показники | Показники | Показники | Показники | Показники | Показники | Показники |
| Клуб                | Початок роботи   | Кінець роботи  | М         | В         | Н         | П         | МЗ        | МП        | РМ        | % перемог |
| ------------------- | ---------------- | -------------- | --------- | --------- | --------- | --------- | --------- | --------- | --------- | --------- |
| «Манчестер Юнайтед» | 9 листопада 1931 | 13 липня 1932  | 43        | 17        | 8         | 18        | 72        | 76        | -4        | 39,53     |
| «Манчестер Юнайтед» | 9 листопада 1937 | 15 лютого 1945 | 76        | 30        | 24        | 22        | 131       | 112       | +19       | 39,47     |